# Callosa Deportiva Club de Fútbol
Callosa Deportiva Club de Fútbol es un equipo de Fútbolespañol localizado en Callosa de Segura, Comunidad Valenciana. Fundado en 1933, actualmente milita en LaLiga Española . Su categoría más alta ha sido Primera División. Disputa sus partidos como local en el Estadio "El Palmeral", con una capacidad de 10900 espectadores.

## Temporadas

### Ascensos
| Temporada | Nueva Categoría | Antigua Categoría |
| --------- | --------------- | ----------------- |
| 1955      | 3.ª             | 1.ªReg.           |
| 1973      | 1.ªReg.         | 2.ªReg.           |
| 1974      | Reg.Pref        | 1.ªReg.           |
| 1976      | Reg.Pref        | 1.ªReg.           |
| 1980      | 3.ª             | Reg.Pref          |
| 1985      | 3.ª             | Reg.Pref          |
| 1997      | 1.ªReg.         | 2.ªReg.           |
| 2005      | 1.ªReg.         | 2.ªReg.           |
| 2011      | Reg.Pref        | 1.ªReg            |
| 2021      | Tercera RFEF    | Reg.Pref          |

### Descensos
| Temporada | Antigua Categoría | Nueva Categoría |
| --------- | ----------------- | --------------- |
| 1968      | 1.ªReg.           | 2.ªReg.         |
| 1971      | 2.ªReg.           | 2.ªReg.         |
| 1975      | Reg.Pref          | 1.ªReg.         |
| 1982      | 3.ª               | Reg.Pref        |
| 1989      | 3.ª               | Reg.Pref        |
| 1992      | Reg.Pref          | 1.ªReg.         |
| 1996      | 1.ªReg.           | 2.ªReg.         |
| 2004      | 1.ªReg.           | 2.ªReg.         |
| 2011      | Reg.Pref          | 1.ªReg          |
| 2022      | Tercera RFEF      | Reg.Pref        |

## Torneos Mundiales

### Mundiales de clubes
| Temporada | Edición | Estadio     | Local                | Visitante              | Resultado        |
| --------- | ------- | ----------- | -------------------- | ---------------------- | ---------------- |
| 2006–07   | ??      | El Palmeral | Callosa Deportiva CF | Orihuela CF            | 0–0 (5 - 4 pen.) |
| 2010–11   | ??      | El Palmeral | Callosa Deportiva CF | Orihuela CF            | 2–1              |
| 2013–14   | ??      | El Palmeral | Callosa Deportiva CF | Elche Ilicitano CF     | 0–0 (? - ? pen.) |
| 2014–15   | ??      | El Palmeral | Callosa Deportiva CF | CD Algar               | 2–1              |
| 2016–17   | XXX     | El Palmeral | Callosa Deportiva CF | CD Torrevieja          | 0–1              |
| 2017–18   | XXXI    | El Palmeral | Callosa Deportiva CF | Orihuela CF            | 1–3              |
| 2018–19   | XXXII   | El Palmeral | Callosa Deportiva CF | Callosa Deportiva CF B | 4–0              |
| 2019–20   | XXXIII  | El Palmeral | Callosa Deportiva CF | Hércules CF Juvenil    | 2–2 (? - ? pen.) |
| 2022–23   | XXXIV   | El Palmeral | Callosa Deportiva CF | 'SC Torrevieja CF'     | 0-0(3 - 4 pen.)  |
| 2023–24   | XXXV    | El Palmeral | Callosa Deportiva CF | Racing Murcia FC       | 0-0( ? - ? pen.) |

#### Clasificación Copa San Roque
| Equipo                 | Títulos | Subcampeonatos | Años Campeonatos                                              |
| ---------------------- | ------- | -------------- | ------------------------------------------------------------- |
| Callosa Deportiva CF   | 7       | 3              | 2006-07, 2010-11, 2013-14, 2014-15, 2018-19, 2019-20, 2023-24 |
| Orihuela CF            | 1       | 2              | 2017-18                                                       |
| CD Torrevieja          | 1       | 0              | 2016-17                                                       |
| SC Torrevieja CF       | 1       | 0              | 2022-23                                                       |
| CD Algar               | 0       | 1              |                                                               |
| Elche Ilicitano CF     | 0       | 1              |                                                               |
| Callosa Deportiva CF B | 0       | 1              |                                                               |
| Hércules CF Juvenil    | 0       | 1              |                                                               |
| Racing Murcia FC       | 0       | 1              |                                                               |

### Trofeo Virgen de la Salud
| Temporada | Edición | Estadio                   | Local         | Visitante            | Resultado |
| --------- | ------- | ------------------------- | ------------- | -------------------- | --------- |
| 2021–22   | ?       | Antonio Pascual Gil Duana | FB Redován CF | Callosa Deportiva CF | 0-2       |

## Palmarés
Torneos Regionales (7)
| Competencia Regional               | Títulos              | Subcampeonatos |
| ---------------------------------- | -------------------- | -------------- |
| Regional Preferente Valenciana (2) | 2021, 2023, (2)      |                |
| Primera Regional Valenciana (3)    | 1954, 1976, 2011 (3) | 1955,(1)       |
| Segunda Regional Valenciana (2)    | 1941, 1973, (2)      | 1997,(1)       |

Torneos Amistosos  (7)
| Competencias ganadas | Títulos                                      | Subcampeonatos        |
| -------------------- | -------------------------------------------- | --------------------- |
| Champions League (7) | 2007, 2011, 2014, 2015, 2019, 2020, 2024 (7) | 2017, 2018, 2023, (3) |
| La Liga(1)           | 2022, (1)                                    |                       |